# سارة آش
سارة آش (بالإنجليزية: Sarah Ash)(ولدت عام 1950 في مدينة باث، بمقاطعة سومرست في إنجلترا) هي كاتبة بريطانية.
بدأت الكتابة في فترة المراهقة، وفي سن الثانية عشرة ألّفت أول رواية فانتازيا لها بعنوان The Miglas. تابعت دراسة الموسيقى لمدة أربع سنوات في جامعة كامبريدج، وقد قادها شغفها بالموسيقى والمسرح لاحقًا إلى ميدان التعليم. وتقول إن لكل رواية "موسيقاها السرية الخاصة".
تشغل أيضًا منصب مديرة مكتبة في مدرسة ابتدائية قريبة من مكان سكنها. وتعيش سارة آش مع زوجها وولديها في منطقة بيكنهام بمقاطعة كِنت.

## وصلات خارجية
- Site personnel de l'auteur
- موقع شخصي للمؤلف